# Arsen Pawłow
Arsen Siergiejewicz Pawłow (ros. Арсен Сергеевич Павлов, ur. 2 lutego 1983 w Uchcie, zm. 16 października 2016 w Doniecku), ps. „Motorola” (ros. Моторола) – rosyjski wojskowy, bojownik separatystyczny i terrorysta, samozwańczy pułkownik, jeden z przywódców Ludowej Milicji Donbasu, dowódca batalionu „Sparta”.

## Życiorys
Urodził się w Związku Radzieckim, w 1983 w Uchcie na terenie ówczesnej Komijskiej Autonomicznej Socjalistycznej Republiki Radzieckiej. Służąc w Siłach Zbrojnych Federacji Rosyjskiej brał udział w wojnie w Czeczenii, po wojnie mieszkał w Rostowie nad Donem. Podczas konfliktu na wschodniej Ukrainie od 2014 brał udział w walkach po stronie separatystów prorosyjskich. Uczestniczył między innymi w bitwie o Iłowajśk (7 sierpnia – 2 września 2014) oraz II bitwie o lotnisko w Doniecku (28 września 2014 – 21 stycznia 2015) będąc dowódcą batalionu „Sparta”. 3 kwietnia 2015 ukraiński dziennik „Kyiv Post” opublikował nagranie na którym Pawłow przyznawał się do rozstrzelania 15 jeńców Sił Zbrojnych Ukrainy. Przypisuje mu się również zabicie wziętego do niewoli Ihora Branowyckiego (pośmiertnie wyróżnionego tytułem „Bohatera Ukrainy”). Arsen Pawłow był pułkownikiem Sił Zbrojnych DRL. Został wyróżniony tytułem Bohatera Donieckiej Republiki Ludowej.

## Okoliczności śmierci
Pawłow był jednym z wielu separatystycznych dowódców którzy zostali zabici w zamachach krótko po zakończeniu działań wojennych. Zginął wieczorem 16 października 2016 w Doniecku, gdy w windzie bloku w którym mieszkał nastąpił wybuch. W windzie zginął również jego ochroniarz. Informację o śmierci Pawłowa potwierdziło ministerstwo obrony nieuznawanej Donieckiej Republiki Ludowej, a także Służba Bezpieczeństwa Ukrainy i Ministerstwo Spraw Wewnętrznych Ukrainy, które stwierdziło, że zamach został przeprowadzony przez jego wspólników. 
W następstwie śmierci Pawłowa w DRL ogłoszono trzydniową żałobę narodową. Premier DRL Aleksandr Zacharczenko oświadczył, że zamach ten oznacza, iż prezydent Petro Poroszenko złamał rozejm i wypowiedział separatystom otwartą wojnę. Przewodniczący Rady Narodowej DRL Denis Puszylin stwierdził natomiast, że władze Ukrainy zaczęły wykorzystywać metody terrorystyczne.

## Wybrane odznaczenia
- Medal „Za powrót Krymu” (2014)[1]